# Neosauropoda
A Neosauropoda a sauropodák osztagszintű kládja a Dinosauria öregrenden belül, amely tartalmazza a Diplodocoidea és a Macronaria csoportokat. A késő jura időszakban, 150 millió évvel ezelőtt élt Haplocanthosaurus egy jellegzetes bazális neosauropoda volt. Sok későbbi sauropoda, köztük a Diplodocus, az Apatosaurus és a Brachiosaurus is a neosauropodák közé tartozik.
A kládot eredetileg az argentin őslénykutató José Bonaparte hozta létre, 1986-ban.

## Törzsfejlődés
Upchurch és mások 2004-es műve alapján:
```
Neosauropoda

 |--
Diplodocoidea

 |     |--
Rebbachisauridae

 |     |--
Dicraeosauridae

 |     `--
Diplodocidae

 `--
Macronaria

    `--
Camarasauromorpha

       |--
Brachiosauridae

       `--
Titanosauria

          `--
Titanosauroidea

             `--
Saltasauridae
```

## Fordítás
- Ez a szócikk részben vagy egészben a Neosauropoda című angol Wikipédia-szócikk ezen változatának fordításán alapul.  Az eredeti cikk szerkesztőit annak laptörténete sorolja fel. Ez a jelzés csupán a megfogalmazás eredetét és a szerzői jogokat jelzi, nem szolgál a cikkben szereplő információk forrásmegjelöléseként.

## Külső hivatkozások
- Vertebrate Paleontology. University of Bristol. [2008. október 19-i dátummal az eredetiből archiválva]. (Hozzáférés: 2009. október 5.)
- Neosauropoda. TaxonSearch. [2007. október 27-i dátummal az eredetiből archiválva]. (Hozzáférés: 2009. október 5.)